# Невидљиви човек (роман)
Невидљиви човек (енгл. The Invisible Man) је научнофантастични роман енглеског књижевника Херберта Џорџа Велса, објављен 1897. године. Велс је започео рад на роману 1896. године, и он је био објављиван периодично у магазину Pearson's Weekly почетком 1897. године, да би онда након завршетка приче, роман био у својој комплетности објављен. Невидљиви човек је био Велсов трећи роман, објављен годину дана након његова прва два романа, Времеплов и Острво доктора Мороа. За разлику од ова два романа која су писана у првом лицу, Невидљиви човек је у целости испричан у трећем лицу.
Невидљиви човек прати Грифина, студента медицине који је опседнут оптиком, који успева да промени индекс преламања свог тела тако да његово тело постаје невидљиво људском оку. Грифин покушава да обрне овај процес, али не успева и он остаје трајно невидљив. Киван, он почиње да чини насумичне акте насиља над људима, а затим бива убијен од стране бесне руље.
Роман Невидљиви човек је имао велики утицај на популарну културу, а лик Грифина је инспирисао многе ликове у фикцији. Роман је инспирисао више филмских и телевизијских адаптација, почевши са филмом Невидљиви човек из 1933. године. Најскорија адаптација концепта Невидљивог човека био је филм Невидљиви човек из 2020. године. Права за лик Невидљивог човека припадају студију Universal Pictures и он се сматра једним од најзначајнијих хорор чудовишта овог студија поред Франкенштајновог створења и Створења из Црне лагуне.
Невидљиви човек сагледава теме људске похлепе, наглог развоја индустрије и науке, борбе скептицизма и вере у невероватно, и односа анонимности са неморалношћу. Роман се сматра ремек-делом научне фантастике и класичне књижевности и један је од фактора због којих се Велс сматра "оцем научнофантастичног жанра".

## Радња
Иако време радње романа никад није јасно исказано, роман је највероватније смештен у 19. век, тј. у време када је написан, роман је био смештен у савремено доба.
Роман почиње у гостионици господина и госпође Хол, смештеној у градићу Ипинг у Енглеској. Једне вечери, у гостионицу пристиже странац (научник Грифин) прекривен завојима од главе до пете. Он на себи носи шешир, дуги капут, рукавице и простетички нос. Овај странац изнајмљује собу у гостионици где се затвара, проводећи своје време радећи на неком хемијском експерименту. Странчева чудна појава и његова интровертна природа изазивају интересовање народа Ипинга.
Грифину полако понестаје новац и он одлучује да опљачка једну кућу у Ипингу. Када госпођа Хол покуша да натера Грифина да плати своје рачуне и напусти њену гостионицу, он јој, у акту беса, показује да је невидљив. Полицајац Џаферс покушава да приведе Грифина, али он скида своју одећу, и користећи своју невидљивост, успева да побегне све до Саут Даунса.
У Саут Даунсу, Грифин успева да убеди скитницу Тома Марвела да му постане асистент, и да се са њим врати у Ипинг, где су остале његове свеске са записима о експериментима које је спроводио. Марвел покушава да изда Грифина, али му овај прети убиством. Том успева да побегне од Грифина који га јури све до гостионице у луци Порт Бардок где једна од присутних пуца на Грифина.
Невидљиви човек се сакрива у кући др Кемпа, којег је он познавао док су заједно ишли у медицинску школу. Ту, он открива Кемпу свој идентитет. Грифин је био албино студент медицине који је посветио свој живот студирању оптике.
Грифин је успео да открије серум који би начинио човека невидљивим, и искористио је тај серум на себи. Он је затим спалио своју лабораторију тако да нико не може ући њему у траг и лутао кроз Енглеску. Процес кроз који је прошао је излудео Грифина, и он покушава да убеди Кемпа да користе њихов интелект и његову невидљивост да тероришу нацију.
Кемп не верује Грифиновом плану и позива шефа полиције, поручника Едија да ухапси Грифина. Грифин успева да побегне, и бесан проклиње Кемпа. Кемп предлаже шефу полиције да он постане мамац за хватање Грифина, али писмо које му шаље бива пресретено од стране Грифина. Током свог бега од полиције Грифин узима гвоздену шипку и убија једног од својих гонитеља.
Грифин наставља да јури за Кемпом, па пуца на Едија, и упада у Кемпову кућу. Полицајци успевају да задрже Грифина, а Кемп бежи ка граду где се сакрива међу грађанима. Касније, Грифин успева да пронађе Кемпа и покушава да га удави, али Кемпу у помоћ долазе грађани Порт Бардока који немилосрдно туку Грифина, чије су последње речи очајан вапај за милост. Кемп покушава да удаљи руљу од Грифина, али он то чини прекасно. Тело Невидљивог човека постаје полако видљиво након његове смрти. Локални полицајац каже некоме у руљи да покрије Грифиново лице.
У епилогу романа, откривено је да је Марвел задржао Грифинове записе и уз помоћ украденог новца отворио гостионицу „Невидљиви човек”. Навече, када нема посла, Марвел покушава да схвати мистериозне записе у нади да ће једног дана поновити Грифинов експеримент. Али делом због брисања страна, и делом због Грифиновог насумичног коришћења шифрованог грчког и латинског, његови записи су скоро неразумљиви.

## Настанак романа
Херберт Џорџ Велс почео је рад на роману, који ће на крају постати Невидљиви човек, 1896. године, са кратком причом од 25 000 речи, која се звала „Човек код кочије и коња”. Велс је био незадовољан овом причом па је одлучио да је прошири и разради. Већи део ове кратке приче се задржао у роману, и једанаеста глава романа дели њен назив.
Главне инспирације за настанак Невидљивог човека били су кратка прича сер Вилијама Швенка Гилберта из његове колекције кратких прича "Бабове баладе" (енг. Bab Ballads), где један лик постаје комплетно невидљив, и исечак из Платонове Државе, у којој Глаук прича легенду о Гиговом прстену чији би носилац постао невидљив. Глаук је тврдио да би особа која је поседовала такву моћ, њу и злоупотребљавала.

## Утицај на популарну културу
Невидљиви човек је био и остао јако утицајан на популарну културу. Грифин је постао једна од икона хорор филма и научне фантастике, и инспирисао је многе ликове у другим медијима.
Ликови базирани на Невидљивом човеку се појављују у Лиги изузетних џентлмена Алана Мура, Наруту, серијалу видео-игара Street Fighter, серијалу филмова Хотел Трансилванија, серији играчака Лего Нинџаго и Монстер Хај, као и многим другим медијима.
Бенд Queen објавио је песму „The Invisible Man” као сингл са њиховог тринеастог албума Miracle. Песму је написао бубњар бенда Роџер Тејлор и базирао ју је на роману.
Амерички стрип сценариста и уметник Џеф Лемир, написао је графичку новелу Нико 2009. године, у којој Невидљиви човек долази у успавани градић у руралној Америци.
Невидљиви човек је био тема двадесет филмова, претежно објављених од стране студија Universal Pictures. Први филм, Невидљиви човек из 1933. године, остварио је критички и комерцијални успех, па је од 1933. до 1951. године Universal објавио још пет филмова. Више серија су биле базиране на роману, или су из њега вукле инспирацију, од којих су најзначајније, британска серија Невидљиви човек из 1958. године, креирана од стране Ралфа Смарта, као и серија Невидљиви човек из 2000. године у продукцији канала Syfy.
Енглески драматург Кен Хил преточио је роман у драму 1991. године, и она је била у репертоару Ројал Стафорд Ист позоришта до 1993. године. Почетком 2010. године, представа је имала поновно приказивање и задржала се у репертоару до 2011. године.